# Міська область Софія
Софія-град, Міська область Софія (болг. Област София-град) — область в Південно-західному регіоні планування Болгарії.
У складі області 38 населених пунктів - 4 міста (виділено жирним) та 34 села:
- Балша
- Банкя
- Бистриця
- Бусманци
- Бухово
- Владая
- Войнеговци
- Волуяк
- Герман
- Горни Богров
- Доброславци
- Долни Богров
- Долни Пасарел
- Железниця
- Желява
- Житен
- Іваняне
- Казичене
- Клисура
- Кокаляне
- Кривина
- Кубратово
- Кетина
- Лозен
- Локорсько
- Мало Бучино
- Мировяне
- Мрамор
- Мерчаєво
- Негован
- Новий Іскир
- Панчарево
- Плана
- Подгумер
- Световрачене
- Софія
- Чепинци
- Яна